# Crambus lathoniellus
Crambus lathoniellus là một loài bướm đêm thuộc họ Crambidae. Loài này có ở châu Âu, miền trung và South-Đông Á.
Sải cánh dài ca. 20 mm. Con trưởng thành bay từ tháng 5 đến tháng 9 tùy theo địa điểm.
Ấu trùng ăn nhiều loại cỏ.

## Phụ loài
- Crambus lathoniellus lathoniellus (Europe, Asia Minor, Transcaucasus to Trung Á to Amur)
- Crambus lathoniellus alfacarellus (Spain)
- Crambus lathoniellus altivolens (Yugoslavia)

## Hình ảnh

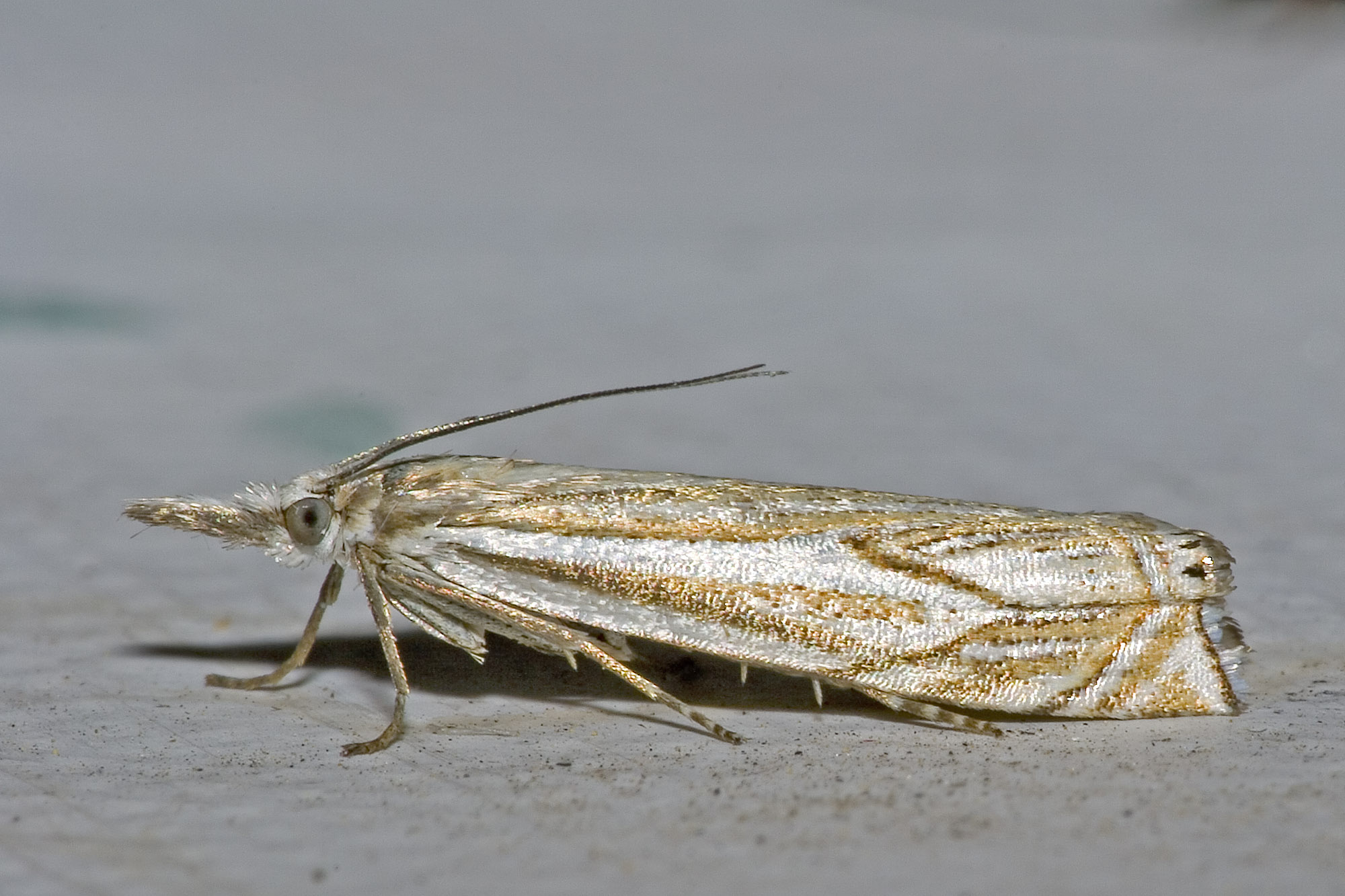
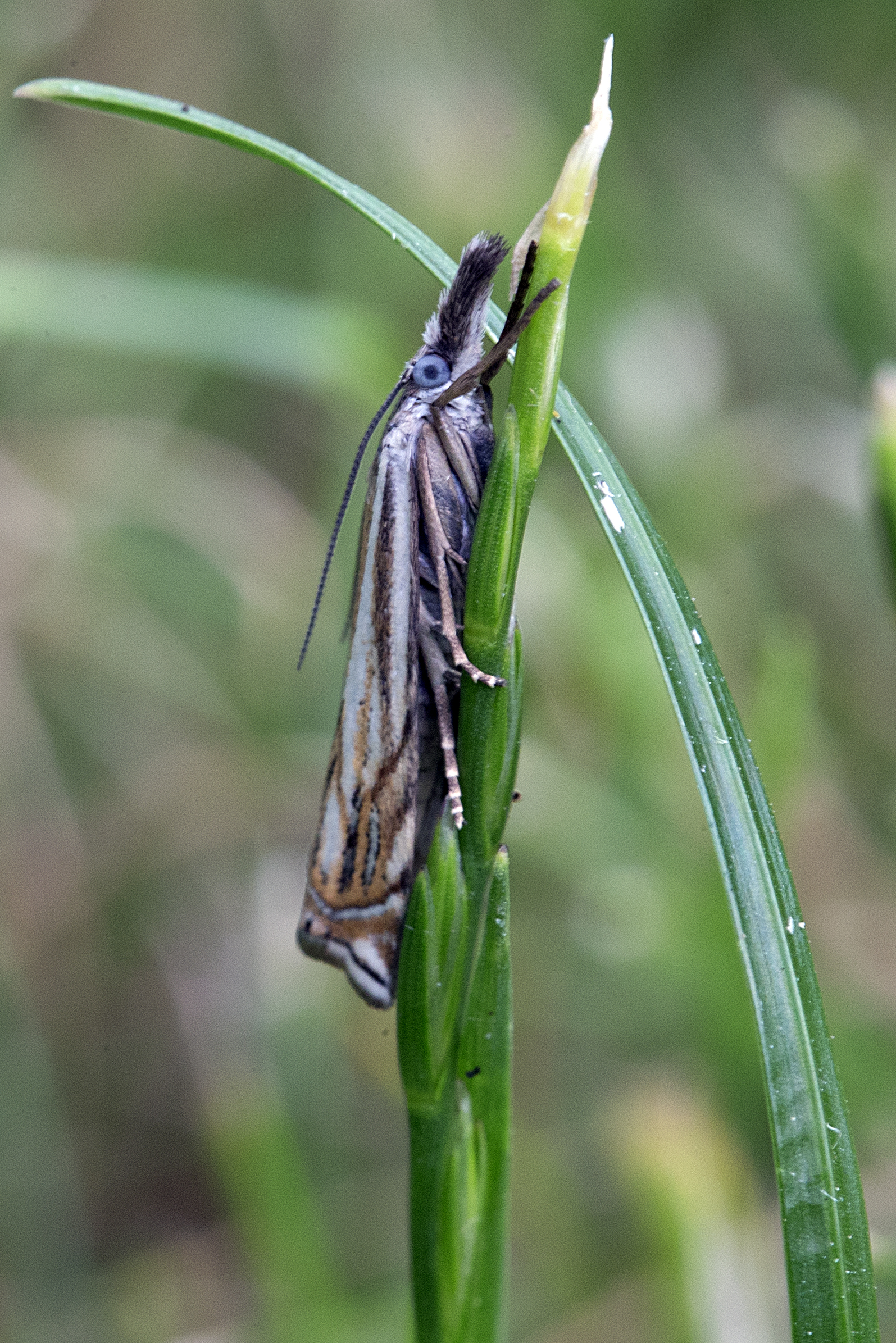
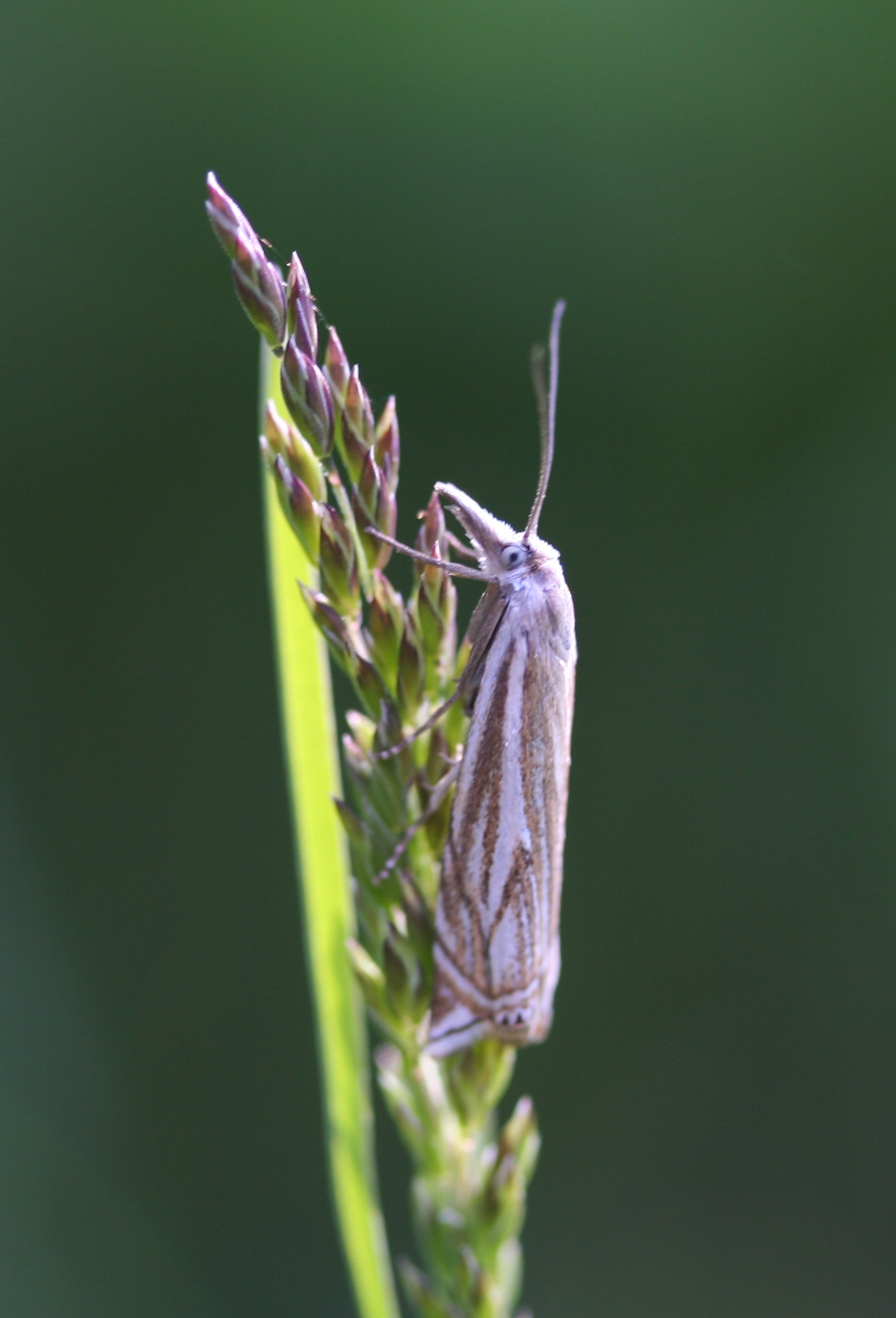
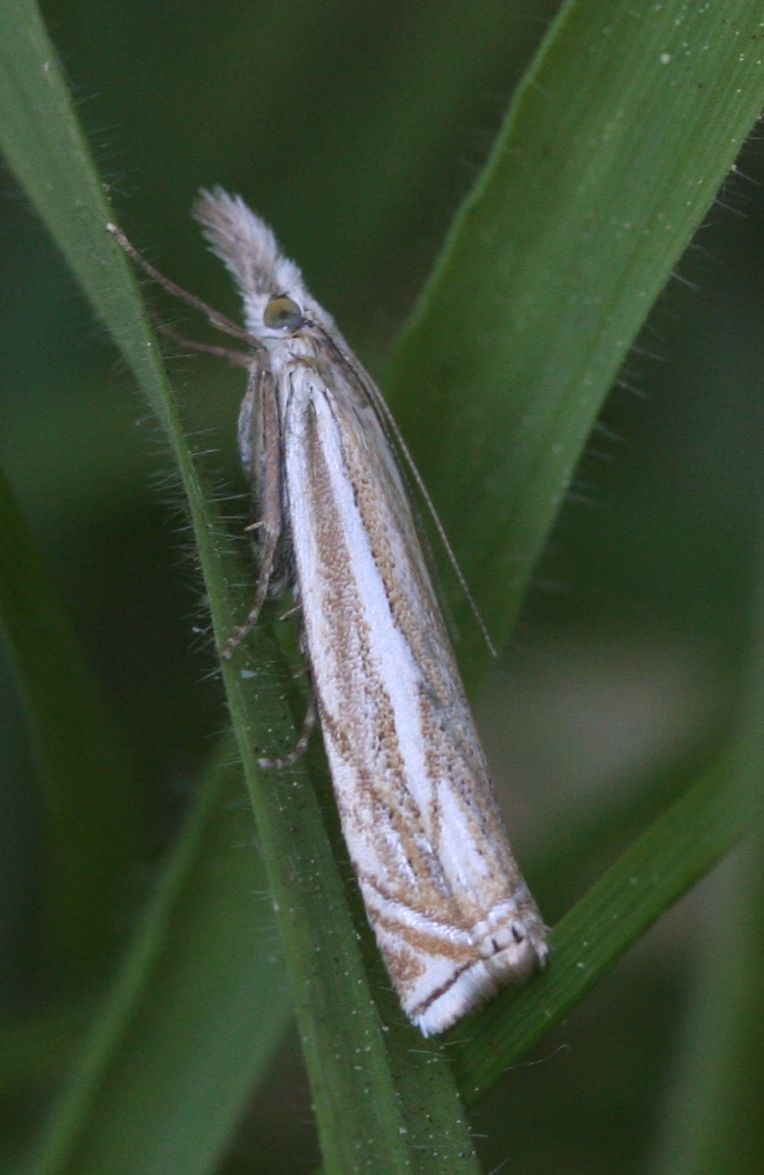